# Véronique rampante
Veronica repens
Espèce
Classification phylogénétique
Statut de conservation UICN

 LC  : Préoccupation mineure
La véronique rampante (Veronica repens) est, comme la plupart des véroniques, une plante de petite taille. Elle ne dépasse guère une quinzaine de centimètres. Par contre, elle peut former d'importants tapis au sol. D'origine méditerranéenne, elle est assez rare à l'état sauvage et est surtout cultivée dans les jardins.
À noter que le genre Veronica, autrefois classé dans l'ordre des Scrophulariales et dans la famille des Scrophulariaceae, appartient maintenant à l'ordre des Lamiales et à la famille des Plantaginaceae.

## Description

### Écologie et habitat
Plante vivace d'origine méditerranéenne, peut-être de Corse si on en croit la langue anglaise qui l'appelle Corsican Speedwell. Elle est également connue en Espagne et en Italie. Elle apprécie les tourbières, en moyenne montagne et sur sol siliceux. Ailleurs, on la rencontre surtout dans les jardins, où on l'apprécie pour la constitution de rocailles. Floraison : de mai à septembre.

### Morphologie générale et végétative
Plante herbacée rampante, basse.

### Morphologie florale
L'inflorescence est un racème simple de fleurs hermaphrodites, généralement blanchâtres ou bleu pâle (certaines variétés cultivées présentent des teintes plus colorées). Fleurs à quatre pétales, à deux étamines et à un style. Ovaire supère à deux carpelles. Pollinisation par les insectes.

### Fruit et graines
Le fruit est une capsule.